# Casa Toscanini
Casa Toscanini è un edificio storico, situato nel centro di Milano, in via Durini n. 20.

## Storia e descrizione
L'edificio si presenta come un palazzetto settecentesco disposto su tre piani, con un portale strombato in bugnato, sormontato dall'elemento più caratteristico della casa: un balcone all'andalusa, raro esempio di arti applicate del sud della Spagna in territorio italiano. Si tratta di un balcone in ferro battuto dalla trama molto elaborata che si sviluppa in verticale a formare una sorta di baldacchino sul quale veniva disposta una tenda per ripararsi dal sole o dagli sguardi dei passanti.
Superando l'ingresso e il suo cancello che riprende le trame del balcone, ci si trova di fronte a un cortiletto in stile barocco. Come ricordano due targhe poste sulla facciata, questa casa ospitò per circa quarant'anni il celebre direttore d'orchestra Arturo Toscanini e per circa venti Virgilio Floriani, filantropo fondatore della Fondazione Floriani.